# Die Thundermans: Undercover
Die Thundermans: Undercover ist eine US-amerikanische Jugend-Sitcom, welche auf die Originalserie Die Thundermans (2013–2018) basiert. Die erste Folge wurde am 11. Januar 2025 auf dem US-amerikanischen Fernsehsender Nickelodeon ausgestrahlt. In Deutschland startete die Serie am 7. April 2025 auf Nickelodeon.

## Handlung
Die erfahrenen Superhelden Phoebe und Max werden auf eine Undercover Mission geschickt, um eine neue Bedrohung in der Strandstadt „Secret Shores“ zu bekämpfen. Zeitgleich haben die beiden aber auch die Aufgabe, ihre kleine Schwester Chloe mitzunehmen und ihr Superheldentalent zu trainieren.

## Besetzung und Synchronisation
Die deutsche Synchronisation entsteht unter der Dialogregie von Andi Krösing durch die Synchronfirma EuroSync GmbH in Berlin.
| Rolle                           | Schauspieler         | Folgen          | Synchronsprecher   |
| Hauptdarsteller                 | Hauptdarsteller      | Hauptdarsteller | Hauptdarsteller    |
| ------------------------------- | -------------------- | --------------- | ------------------ |
| Phoebe Thunderman               | Kira Kosarin         | 1–              | Victoria Frenz     |
| Max Thunderman                  | Jack Griffo          | 1–              | Patrick Baehr      |
| Chloe Thunderman                | Maya Le Clark        | 1–              |                    |
| Jinx                            | Nathan Broxton       | 1–              | Luke Dylan Schäfer |
| Kombucha „Booch“                | Kinley Cunningham    | 1–              |                    |
| Nebendarsteller                 |                      |                 |                    |
| Thunderford                     | Daran Norris         | 1–              |                    |
| Dr. Colosso                     | Dana Snyder          | 1–              | Andi Krösing       |
| Wayland                         | Michael Delleva      | 2, 5, 9–10, 12  |                    |
| Gastdarsteller                  |                      |                 |                    |
| Hank Thunderman                 | Chris Tallman        | 1, 4            | Michael Iwannek    |
| Barb Thunderman                 | Rosa Blasi           | 1, 4            | Andrea Aust        |
| Billy Thunderman                | Diego Velazquez      | 1, 7, 10        | Tom Ferenc         |
| Superpräsidentin Evelyn Trittzu | Daniele Gaither      | 1, 11           |                    |
| Malware                         | Ryan Ochoa           | 1               |                    |
| Mrs. Wong                       | Helen Hong           | 2               | Tanja Schmitz      |
| Rektorin Taylor                 | Jennifer Spence      | 3–4, 8          |                    |
| Cherry Seinfield                | Audrey Whitby        | 6               | Jodie Blank        |
| Kitty Klaw                      | Lilimar Hernandez    | 7               |                    |
| Oberschulrat Ferguson           | John Murphy          | 8, 12           |                    |
| Brenda                          | Jessica Marie Garcia | 9               |                    |
| Rektor Tad Bradford             | Jeff Meacham         | 12              |                    |
| Gideon                          | Kenny Ridwan         |                 |                    |

## Episodenliste
| Nr. | Deutscher Titel                    | Originaltitel                   | Erstveröffentlichung USA | Deutschsprachige Erstveröffentlichung (D) | Regie            | Drehbuch                                         |
| --- | ---------------------------------- | ------------------------------- | ------------------------ | ----------------------------------------- | ---------------- | ------------------------------------------------ |
| 1   | Thundercover                       | Thundercover                    | 11. Jan. 2025            | 7. Apr. 2025                              | Trevor Kirschner | Jed Spingarn & Sean W. Cunningham & Marc Dworkin |
| 2   | Chloe ist geschrottet              | Faulty Powers                   | 22. Jan. 2025            | 10. Apr. 2025                             | Trevor Kirschner | Sean W. Cunningham & Marc Dworkin                |
| 3   | Cover-Jobs                         | Bummer School                   | 29. Jan. 2025            | 9. Apr. 2025                              | Trevor Kirschner | Sean W. Cunningham & Marc Dworkin                |
| 4   | Ein Thunderman kommt selten allein | The Parent Zap                  | 5. Feb. 2025             | 8. Apr. 2025                              | Trevor Kirschner | Jed Spingarn                                     |
| 5   | Ein Date in Gefahr                 | Save the Date                   | 12. Feb. 2025            | 11. Apr. 2025                             | Jon Rosenbaum    | Hannah Suria                                     |
| 6   | Der Jungs-Mädels-Abend             | Cherry Bad Things               | 26. Feb. 2025            | 13. Apr. 2025                             | Jon Rosenbaum    | Nora Sullivan                                    |
| 7   | Herumgeisternde Katzen             | Not So Fast and Furious         | 5. März 2025             | 15. Apr. 2025                             | Wendy Faraone    | Scott Taylor & Wesley Jermaine Johnson           |
| 8   | Der Elternabend                    | For Your Spies Only             | 12. März 2025            | 6. Apr. 2025                              | Wendy Faraone    | Angela Yarbrough                                 |
| 9   | Kampf um Brenda                    | No Friend in Sight              | 19. März 2025            | 17. Apr. 2025                             | Trevor Kirschner | Samantha Martin                                  |
| 10  | Der menschliche S’more             | All About Steve                 | 26. März 2025            | 18. Apr. 2025                             | Phil Lewis       | Dan Serafin                                      |
| 11  | High Tide                          | Tide and Prejudice              | 2. Apr. 2025             | 1. Mai 2025                               | Tevor Kirschner  | Sean W. Cunningham & Marc Dworkin                |
| 12  | Auf einen Streich                  | Prank You, Next                 | 9. Apr. 2025             | 25. Juli 2025                             | Kira Kosarin     | Chris Tallman                                    |
| 13  | Sternenstaub                       | From Dust Till Dawn             | 16. Apr. 2025            | 25. Juli 2025                             | Phill Lewis      | Dicky Murphy                                     |
| 14  | –                                  | Summer of Secrets               | 17. Juli 2025            | –                                         | Victor Gonzalez  | Hannah Suria                                     |
| 15  | –                                  | I Know What You Did This Summer | 17. Juli 2025            | –                                         | Victor Gonzalez  | Nora Sullivan                                    |
| 16  | –                                  | The Summer I Turned Giddy       | 24. Juli 2025            | –                                         | Wendy Faraone    | Wesley Jermaine Johnson & Scott Taylor           |
| 17  | –                                  | A Midsummer Night's Scheme      | 24. Juli 2025            | –                                         | Wendy Faraone    | Dan Serafin                                      |
| 18  | –                                  | Cruel Summer                    | 31. Juli 2025            | –                                         | Wendy Faraone    | Jed Spingarn                                     |
| 19  | –                                  | Endless Summer                  | 31. Juli 2025            | –                                         | Wendy Faraone    | Sean W. Cunningham & Marc Dworkin                |

## Produktion
Am 16. Mai 2024 kündigte Nickelodeon in Folge des Erfolges vom Rückkehr der Thundermans Film eine Spin-Off Serie an. Die Produktion dazu hat im August 2024 in Vancouver, British Columbia stattgefunden. Kira Kosarin (Phoebe), Jack Griffo (Max) und Maya Le Clark (Chloe) führen ihre Hauptrollen aus Die Thundermans fort. Weitere Darsteller aus der Originalserie treten in Gastrollen auf, unter anderem Chris Tallman als Hank, Rosa Blasi als Barb und Diego Velazquez als Billy.
Die Dreharbeiten wurden im Dezember 2024 beendet, woraufhin am 18. Dezember das erste Poster zu der Serie veröffentlicht wurde. Am nächsten Tag veröffentlichte Nickelodeon dann den ersten Trailer zu der Serie. Die offizielle Premiere findet am 22. Januar 2025 auf Nickelodeon statt, bereits am 11. Januar 2025 zeigte man nach dem NFL Wildcard Spiel die erste Folge als Sneak Peek.

## Spin-off-Film
Am 31. Juli 2025 gab Nickelodeon bekannt, dass die Dreharbeiten an einem neuen Thundermans-Film mit dem Titel „Clash of the Thundermans“ in Vancouver gedreht wird. Der Film ist für das Jahr 2026 auf Paramount+ und Nickelodeon geplant.